# ناصر سالم (لاعب كرة قدم مواليد 2002)
ناصر سالم مقدمي (مواليد 8 يونيو 2002) لاعب كرة قدم إماراتي يجيد اللعب في خط وسط مع نادي الوصل في دوري الخليج العربي الإماراتي .

## مسيرة اللاعب
لعب في نادي الفجيرة ونادي الوصل.

## روابط خارجية
- ناصر سالم على موقع قاعدة بيانات كرة القدم.إي يو (الإنجليزية)